# صموئيل مولينو
صموئيل مولينو (بالإنجليزية: Samuel Molyneux)‏ (و. 1689 – 1728 م) هو عالم فلك، وسياسي من مملكة بريطانيا العظمى. ولد في تشستر. كان عضوًا في الجمعية الملكية.
توفي عن عمر يناهز 39 عاماً.

## مناصب
تولى منصب عضو مجلس الشعب في برلمان بريطانيا العظمى، وعضو مجلس النواب في برلمان أيرلندا.

## التعليم
تعلم في كلية الثالوث في دبلن.

## جوائز
حصل على جوائز منها:
- زميل في الجمعية الملكية.